# Chidlowia
Chidlowia é um género botânico pertencente à família Fabaceae.